# Nefutbol
Nefutbol (Нефутбол) è un film del 2021 diretto da Maksim Svešnikov.

## Trama
Una squadra di calcio femminile rischia il fallimento: l'unica ancora di salvezza è la vittoria. Danja, capitano della squadra, decide di riunire le sue vecchie amiche con cui giocava da bambina. Le ragazze si ritrovano così ad affrontare il pregiudizio secondo cui il calcio sia uno sport prettamente maschile, opinione difesa persino dal loro allenatore, un ex stella del calcio con diversi problemi personali.